# Octomeria gracilis
Octomeria gracilis är en orkidéart som beskrevs av Conrad Loddiges och John Lindley. Octomeria gracilis ingår i släktet Octomeria och familjen orkidéer. Inga underarter finns listade i Catalogue of Life.